# Культ Верховного Существа

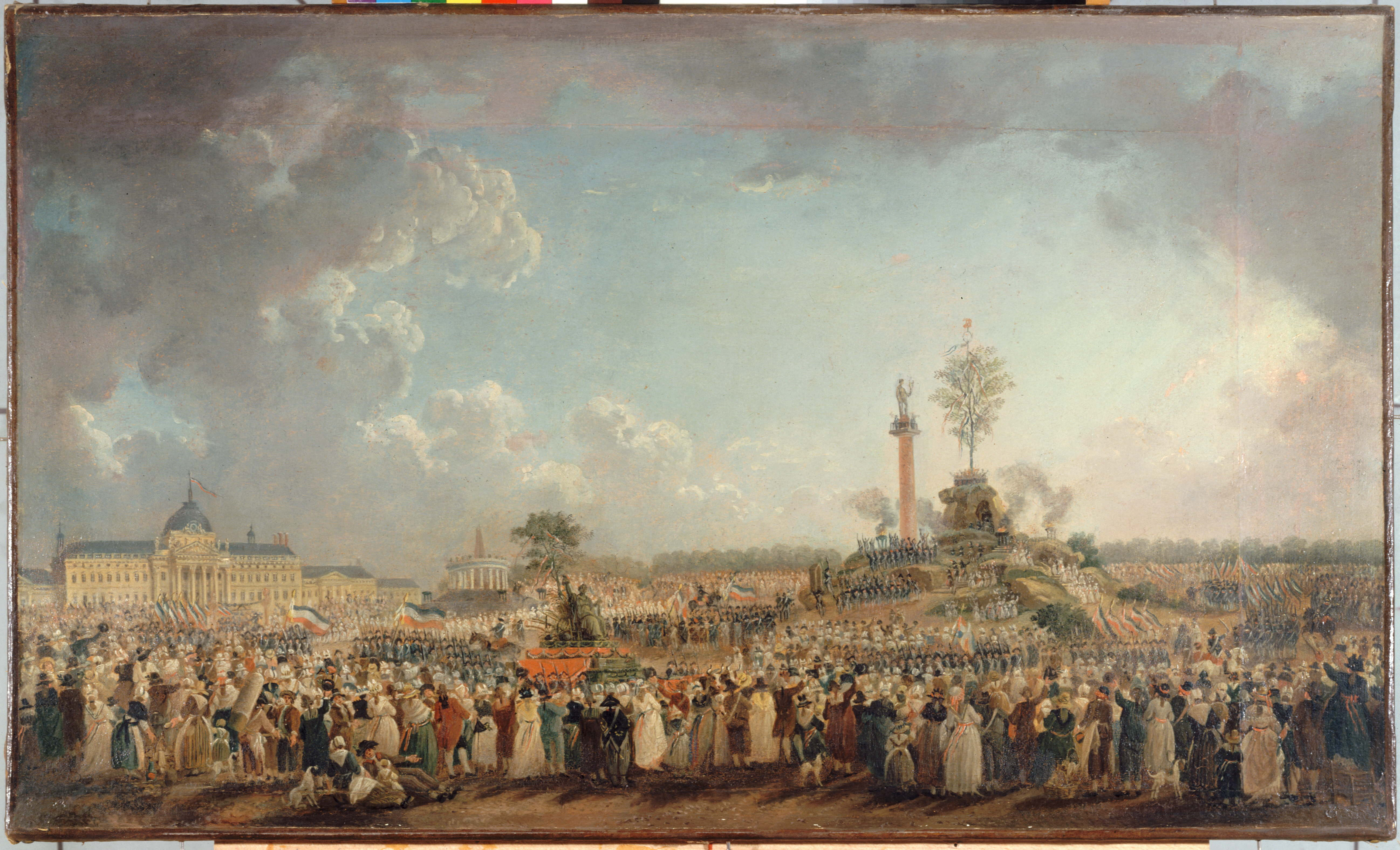
Праздник Верховного Существа 8 июня 1794 г. на Марсовом поле в Париже

Культ Верховного Существа (фр. Culte de l'Être suprême) — религиозный культ, внедрявшийся во время Великой французской революции в 1794 году в виде ряда официальных государственно-революционных празднеств.

## Содержание
Культ Верховного Существа утверждался властями в борьбе, во-первых, с христианством, прежде всего с католицизмом как традиционной религией большинства французов (представляя собой часть процесса дехристианизации), а во-вторых, с рационалистическим «культом Разума», за который выступали конкурирующие группировки во властных кругах.
С идейной стороны культ Верховного Существа наследовал деизму Просвещения (Вольтер) и во многом — философским взглядам Руссо, разрабатывавшего идеи естественной религии. Целью культа, включавшего также ряд праздников в честь республиканских добродетелей, было «развитие гражданственности и республиканской морали».
Термин «Бог» (фр. Dieu) избегался и заменялся на термин «Верховное Существо» (фр. l'Être suprême). Данный термин употреблялся философами и публицистами и до революции с разным религиозным и философским содержанием (в том числе и в рамках традиционного католицизма). Важно, что он был включён в авторитетную Декларацию прав человека и гражданина 1789 года, сами же права были установлены Национальным собранием «перед лицом и под покровительством Верховного Существа». Введённый в 1793 году якобинцами новый текст Декларации отсылает уже не к «покровительству», но по-прежнему к «присутствию» Верховного Существа.

## Культ Разума
Культу Верховного Существа противостоял «культ Разума», организовывавшийся левыми радикалами во главе с Шометтом и стоявший на рационалистических позициях. Христианские церкви закрывались (массово с ноября 1793 г.), подвергались разграблению, объявлялись «храмами Разума», в них проводились праздники в честь «Богини Разума», которую в ходе театрализованных представлений изображали актрисы. В Париже в алтаре Собора Нотр-Дам Богиню Разума играла актриса Оперы. Во время праздников Разума на юге Франции, организатором которых был будущий наполеоновский префект полиции Жозеф Фуше, устраивалась казнь преступников.

## Внедрение культа в последние месяцы Робеспьера

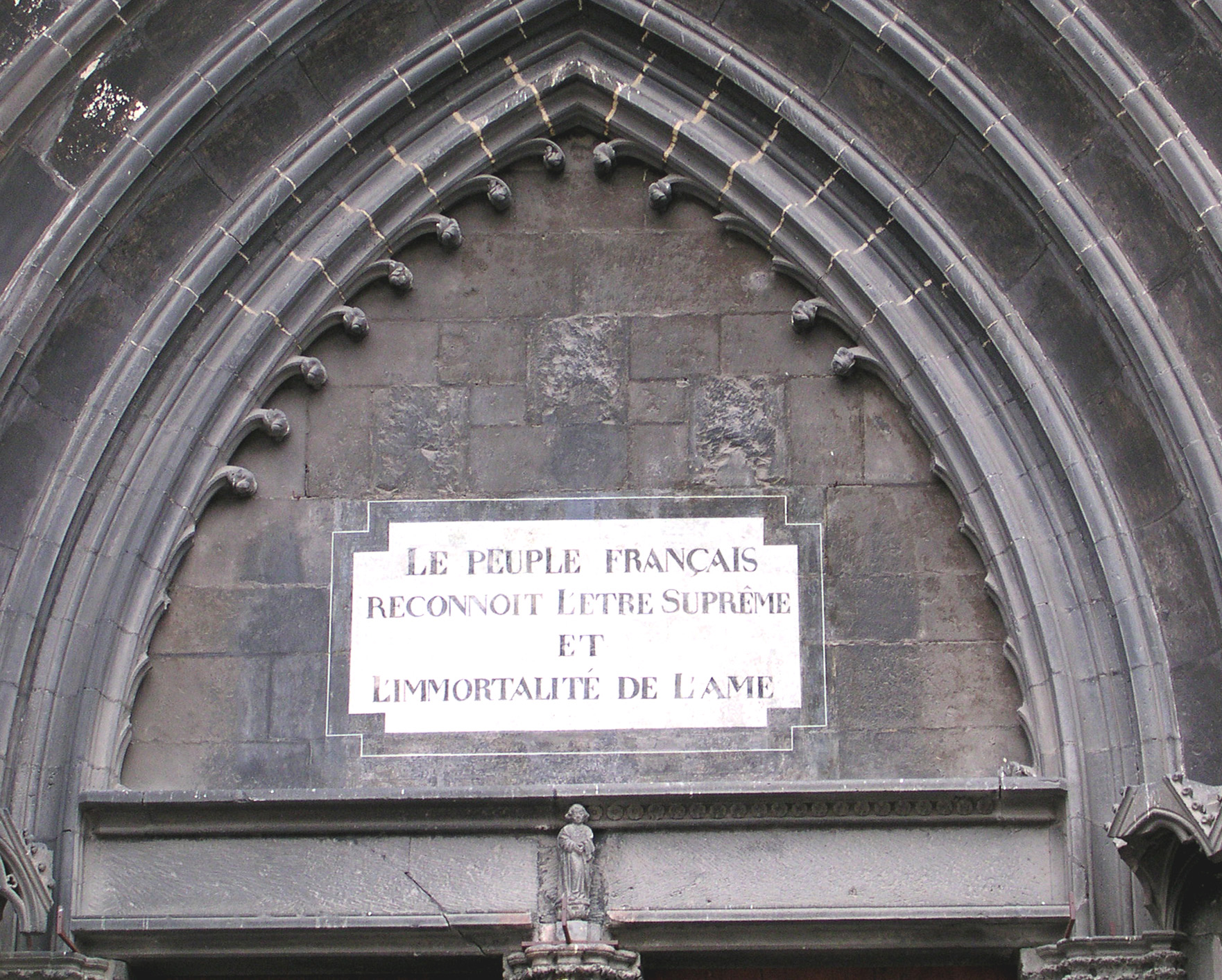
«Французский народ признаёт Верховное Существо и бессмертие души». Надпись на фронтоне собора в Клермон-Ферране, обнаруженная при реставрации

На неприятие атеизма и культа Разума и поддержку культа Верховного Существа ориентировалась наиболее влиятельная часть якобинцев — монтаньяры во главе с Робеспьером. В марте 1794 года были осуждены и казнены радикальные якобинцы во главе с Эбером и Шометтом, а культ Разума запрещён. Последние месяцы правления Робеспьера культ Верховного Существа внедрялся наиболее последовательно. 7 мая 1794 года под давлением Робеспьера Национальный конвент принял декларацию, согласно которой «французский народ признаёт существование Верховного Существа и бессмертие души». Далее в декларации говорилось: «Он признаёт, что достойное поклонение Верховному Существу есть исполнение человеческих обязанностей. Во главе этих обязанностей он ставит ненависть к неверию и тирании, наказание изменников и тиранов, помощь несчастным, уважение к слабым, защиту угнетённых, оказывание ближнему всевозможного добра и избежание всякого зла». 8 июня 1794 года в Париже был организован публичный торжественный праздник Верховного Существа, где с речью выступил Робеспьер. Тем самым фактически вводилась государственная религия в нарушение идеалов Революции и не допускалась свобода совести, что усилило недовольство Робеспьером в обществе.
После Девятого термидора культ Верховного Существа, ассоциировавшийся с диктатурой Робеспьера, быстро сошёл на нет.